# Tyler Mane
Tyler Mane is de artiestennaam van de Canadees acteur en voormalig professioneel worstelaar Daryl Karolat (Saskatoon, 8 december 1966). Hij worstelde onder de namen Nitron, Big Sky en The Skywalker. Hij debuteerde in 2000 op het grote scherm als Sabretooth in de film X-Men en speelde later onder meer Michael Myers in Rob Zombies versies van de horrorfilms Halloween en Halloween II.
Mane krijgt voornamelijk rollen die bij zijn 2,06 meter hoge gestalte passen. Zo speelde hij een barbaar in The Scorpion King en de mythologische Ajax in Troy. Twee jaar voordat regisseur Zombie hem voor het eerst inhuurde als nieuwe versie van Michael Myers, gaf hij hem een rol als Rufus in The Devil's Rejects, het vervolg op zijn eerdere film House of 1000 Corpses. In 247°F speelt Mane daarentegen een vriendelijke oom.
Mane trouwde in 2007 met actrice Renae Geerlings, zijn tweede echtgenote. Zij is samen met hem te zien in Halloween II, als Deputy Gwynne. Mane was eerder getrouwd met Jean Goertz (1988-2003), met wie hij twee kinderen kreeg.

## Filmografie
*Exclusief televisiefilms
| - Deadpool & Wolverine (2024) - Playing with Fire (2019) - Slayer: The Repentless Killogy (2019) - Miracle in East Texas (2019) - The Silent Natural (2019) - Victor Crowley (2019) - Entrenchment (2018) - Abnormal Attraction (2018) - Check Point (2017) - Take 2: The Audition (2015) - Compound Fracture (2014) - Devil May Call (2013) | - 247°F (2011) - Gunless (2010) - Halloween II (2009) - Halloween (2007) - The Devil's Rejects (2005) - Troy (2004) - Black Mask 2: City of Masks (2002) - The Scorpion King (2002) - Red Serpent (2002) - Joe Dirt (2001) - X-Men (2000) |

## Televisieseries
*Exclusief eenmalige (gast)rollen
- Chopper - Jeremiah Carver / Chopper (2011-2012, vijf afleveringen)
- Hercules - Antaeus (2005, twee afleveringen)
- Son of the Beach - Adolf Manson (2000-2002, twee afleveringen)

- Bibliothèque nationale de France: cb14202665s (data)
- International Standard Name Identifier: 0000 0000 7990 0028
- Library of Congress Control Number: n2008008861
- Nationale Bibliotheek van Tsjechië: xx0222892
- Nationale Bibliotheek van Israël: 987007324823305171
- Système universitaire de documentation: 145843157
- Virtual International Authority File: 33923847
- WorldCat: E39PBJw8RtpDHQ38RygtVvTmBP